# María del Carmen Squeff
María del Carmen Squeff (Ciudad de Santa Fe, 26 de octubre de 1955) es una diplomática argentina, que se desempeñó como embajadora en Francia entre 2014 y 2016, y como embajadora en Nigeria en 2019. En diciembre de 2019 fue designada subsecretaria del Mercosur y Negociaciones Económicas Internacionales del Ministerio de Relaciones Exteriores, Comercio Internacional y Culto de la República Argentina, y desde agosto de 2020 hasta diciembre de 2023 fue representante permanente ante la Organización de las Naciones Unidas.

## Carrera
Licenciada en ciencia política de la Universidad Nacional de Rosario, posee una maestría en política internacional de la Facultad de Ciencias Sociales, Políticas y Económicas de la Universidad Libre de Bruselas. Fue profesora de historia y geografía en enseñanza media.
Ingresó al servicio exterior en 1991, ocupando cargos en la jefatura de gabinete de la subsecretaría de integración económica y Mercosur, y en la dirección de integración económica latinoamericana del Ministerio de Relaciones Exteriores.
Ejerció funciones en la sección comercial de la misión argentina ante la Unión Europea en Bruselas, entre 1995 y 2000, y varios cargos en la misión ante la Organización de las Naciones Unidas para la Alimentación y la Agricultura (FAO) en Roma, entre 2005 y 2011, siendo representante permanente adjunta de Argentina, presidenta del Comité de Seguridad Alimentaria Mundial e integrante del Comité del Programa de FAO, entre otros.
Entre 2011 y 2014 fue subsecretaria de Política Exterior del Ministerio de Relaciones Exteriores y Culto de la Nación Argentina. En junio de 2013, encabezó una misión a Costa de Marfil, Camerún y Senegal acompañada por funcionarios y técnicos del entonces Ministerio de Agricultura, Ganadería y Pesca, para incentivar la cooperación técnica Sur-Sur.
En febrero de 2014, fue designada embajadora en Francia por la presidenta Cristina Fernández de Kirchner. El 19 de marzo de 2015 presentó sus cartas credenciales en el Principado de Mónaco como embajadora concurrente. Dejó la embajada en París a principios de 2016, tras la designación de Jorge Faurie como embajador.
En 2017 integró la misión de paz de la Organización de Estados Americanos en Colombia. En septiembre de 2018, el presidente Mauricio Macri la designó embajadora de Argentina en Nigeria, presentando sus cartas credenciales ante el presidente nigeriano Muhammadu Buhari en enero de 2019.
Fue docente en la Universidad del Salvador, Universidad de Bolonia y en la Universidad de Buenos Aires.